# Mount Etchells
Mount Etchells ist ein rund 900 m hoher Berg im ostantarktischen Coatsland. Als einer der La-Grange-Nunatakker ragt er westlich des Mount Beney im nördlichen Teil der Shackleton Range auf.
Luftaufnahmen entstanden 1967 durch die United States Navy. Der British Antarctic Survey nahm zwischen 1968 und 1971 Vermessungen vor. Das UK Antarctic Place-Names Committee benannte den Nunatak am 5. Januar 1972 nach William Alan Etchells (* 1928), Mechaniker und Ingenieur des British Antarctic Survey von 1962 bis 1988, der von 1968 bis 1969 in der Shackleton Range tätig war.